# Luserna San Giovanni
Luserna San Giovanni (en français Lucerne Saint-Jean) est une commune de la ville métropolitaine de Turin, dans le Piémont, en Italie.

## Géographie
Le bourg est situé au pied des Préalpes cottiennes centrales.

## Histoire
La commune naît le 1er janvier 1872 de la fusion de Luserna et de San Giovanni Pellice.

## Économie
L'économie de la ville est centrée depuis plusieurs siècles sur l'exploitation d'un orthogneiss à structure lamellaire qui a été baptisé du nom de la ville (pierre de Luserne / pietra de Luserna).
Cette pierre est exportée dans le monde entier et a été utilisée pour la construction de grands monuments italiens comme le Mole Antonelliana à Turin.

## Culture
Radio Beckwith Evangelica (RBE) est une radio italienne et une radio communautaire liée à l'Église évangélique vaudoise. Elle est jumelée avec Ràdio Occitània. Son siège social est à Luserna San Giovanni, dans les Vallées vaudoises du Piémont. 
Ses fréquences sont 96.550, 87.800 en FM, DAB et DVB-S. 

## Administration
| Période                                  | Période  | Identité     | Étiquette       | Qualité |
| ---------------------------------------- | -------- | ------------ | --------------- | ------- |
| 14 juin 2004                             | En cours | Livio Bruera | Centro-Sinistra |         |
| Les données manquantes sont à compléter. |          |              |                 |         |

### Hameaux
Airali, Baussan, Luserna, San Giovanni.

### Communes limitrophes
Angrogna, Bricherasio, Torre Pellice, Bibiana, Lusernetta, Rorà, Bagnolo Piemonte.

### Personnages liés à la commune
- Scipione Lentolo
- Fernando Cerchio
- Arthur Meille
- Davide Nicola
- Giorgio Turin
- Alfred Vaucher

### Jumelages
- Savines-le-Lac (France).